# العلاقات السلوفاكية الميكرونيسية
العلاقات السلوفاكية الميكرونيسية هي العلاقات الثنائية التي تجمع بين سلوفاكيا وولايات ميكرونيسيا المتحدة.

## مقارنة بين البلدين
هذه مقارنة عامة ومرجعية للدولتين:
| وجه المقارنة                                              | سلوفاكيا                                                       | ولايات ميكرونيسيا المتحدة |
| --------------------------------------------------------- | -------------------------------------------------------------- | ------------------------- |
| المساحة (كم2)                                             | 49.03 ألف                                                      | 702                       |
| عدد السكان (نسمة)                                         | 5.44 مليون                                                     | 105.54 ألف                |
| الكثافة السكانية (ن./كم²)                                 | 110.95                                                         | 15.03 ألف                 |
| العاصمة                                                   | براتيسلافا                                                     | باليكير                   |
| اللغة الرسمية                                             | اللغة السلوفاكية                                               | لغة إنجليزية              |
| العملة                                                    | كرونة سلوفاكية، يورو                                           | دولار أمريكي              |
| الناتج المحلي الإجمالي (بليون دولار)                      | 95.77 مليار                                                    | 336.43 مليون              |
| الناتج المحلي الإجمالي (تعادل القوة الشرائية) بليون دولار | 162.34 مليار                                                   | 365.27 مليون              |
| الناتج المحلي الإجمالي الاسمي للفرد دولار أمريكي          | 16.09 ألف                                                      | 3.02 ألف                  |
| الناتج المحلي الإجمالي للفرد دولار أمريكي                 | 30.46 ألف                                                      |                           |
| مؤشر التنمية البشرية                                      | 0.844                                                          | 0.640                     |
| رمز المكالمات الدولي                                      | +421                                                           | +691                      |
| رمز الإنترنت                                              | .sk                                                            | .fm                       |
| المنطقة الزمنية                                           | توقيت وسط أوروبا، ت ع م+01:00، ت ع م+02:00، أوروبا/براتيسلافا ‏ |                           |

## منظمات دولية مشتركة
يشترك البلدان في عضوية مجموعة من المنظمات الدولية، منها:
| علم المنظمة | اسم المنظمة                               | تاريخ انضمام سلوفاكيا | تاريخ انضمام ولايات ميكرونيسيا المتحدة |
| ----------- | ----------------------------------------- | --------------------- | -------------------------------------- |
|             | مؤسسة التنمية الدولية                     | 1993                  | 24 يونيو 1993                          |
|             | يونسكو                                    | 9 فبراير 1993         | 19 أكتوبر 1999                         |
|             | وكالة ضمان الاستثمار متعدد الأطراف        | 1993                  | 11 أغسطس 1993                          |
|             | الأمم المتحدة                             | 19 يناير 1993         | 17 سبتمبر 1991                         |
|             | البنك الدولي للإنشاء والتعمير             | 1993                  | 24 يونيو 1993                          |
|             | الاتحاد الدولي للاتصالات                  | 23 فبراير 1993        | 18 مارس 1993                           |
|             | منظمة حظر الأسلحة الكيميائية              | ?                     | ?                                      |
|             | مؤسسة التمويل الدولية                     | 1993                  | 24 يونيو 1993                          |
|             | المركز الدولي لتسوية المنازعات الاستشارية | 26 يونيو 1994         | 24 يوليو 1993                          |

## وصلات خارجية
- موقع وزارة الخارجية السلوفاكية